# Salangana dels volcans
La salangana dels volcans (Aerodramus vulcanorum) és una espècie d'ocell de la família dels apòdids (Apodidae) que habita zones obertes rocalloses i muntanyenques i forestals de Java. Cria en coves.